# Saint-Martin-des-Bois
Saint-Martin-des-Bois település Franciaországban, Loir-et-Cher megyében. Lakosainak száma 587 fő (2022. január 1.). Saint-Martin-des-Bois Les Hermites, Monthodon, Les Hayes, Lavardin, Montoire-sur-le-Loir, Saint-Arnoult, Saint-Jacques-des-Guérets és Ternay községekkel határos.

## Népesség
A település népessége az elmúlt években az alábbi módon változott:
| Lakosok száma | 755  | 603  | 597  | 595  | 631  | 601  | 579  | 568  | 574  | 587  |
|               | 1968 | 1982 | 1990 | 2006 | 2013 | 2015 | 2017 | 2019 | 2020 | 2022 |